# Hogan Ephraim
Hogan Phillip Ephraim (* 31. März 1988 in Archway, London) ist ein ehemaliger englischer Fußballspieler.

## Karriere

### Verein
Ephraim unterschrieb 2004 einen Vertrag beim Verein West Ham United, für den er im gleichen Jahr in einem Spiel des League Cups debütierte. Auch in seiner zweiten Saison kam er lediglich im League Cup zum Einsatz, diesmal gegen Sheffield Wednesday (0:3). Nach der Saison wurde er 2006 von Colchester United für eine Saison ausgeliehen. Während der Saison bestritt er 21 Ligaspiele und traf einmal ins Tor. Seine nächste Station, zunächst als Leihe, waren die Queens Park Rangers, für die er 13 Ligaspiele absolvierte und zwei Tore schoss.
In der Saison 2007/08 unterschrieb er einen festen Vertrag bei den Rangers, bestritt in seiner Debütsaison 29 Ligaspiele und traf zweimal ins Tor. Des Weiteren kam Ephraim einmal im FA Cup zum Einsatz. In der nächsten Saison absolvierte er 27 Ligaspiele und erzielte ein Tor. Zudem konnte er zwei Einsätze im Rahmen des FA Cups für sich verbuchen. 22 Ligaeinsätze folgten in der Saison 2009/10, ein Spiel im FA Cup und drei Spiele im League Cup (zwei Tore). In der gleichen Saison wurde er an Leeds United ausgeliehen, für die er wettbewerbsübergreifend in fünf Spielen zum Einsatz kam (ein Tor). 28 Ligaspiele absolvierte Ephraim in der Spielzeit 2010/11 für die Rangers, in denen er dreimal ins Tor traf. Als die Queens Park Rangers zur Saison 2011/12 in die  Premier League aufgestiegen waren, kam Ephraim seltener zum Einsatz; lediglich zwei Ligaeinsätze stehen ihm zu Buche. Des Weiteren wurde er in dieser Saison kurzzeitig an Charlton Athletic und Bristol City verliehen. In den Jahren 2013 und 2014 folgten Leihverträge beim kanadischen Verein FC Toronto und Peterborough United.
Dies führte letztendlich dazu, dass er im Oktober 2014 ablösefrei zu den Wycombe Wanderers wechselte.

### Nationalmannschaft
Außerdem nahm Hogan Ephraim an Länderspielen der U-16-, U-17-, U-18- und U-19-Nationalmannschaften teil.